# Tropidophorus assamensis
Tropidophorus assamensis är en ödleart som beskrevs av  Annandale 1912. Tropidophorus assamensis ingår i släktet Tropidophorus och familjen skinkar. Inga underarter finns listade i Catalogue of Life.